# Tatjana Matić
Tatjana Matić, cyr. Татјана Матић (ur. 2 lipca 1972 w Belgradzie) – serbska polityk i urzędniczka państwowa, wiceprzewodnicząca Socjaldemokratycznej Partii Serbii (SDPS), w latach 2020–2022 minister handlu, telekomunikacji i turystyki.

## Życiorys
Ukończył szkołę średnią w Belgradzie, następnie studia filologiczne na Uniwersytecie w Belgradzie, uzyskując dyplom nauczyciela języka serbskiego i literatury serbskiej. Pracowała w sektorze prywatnym, gdzie obejmowała stanowiska menedżerskie. W 2002 dołączyła do administracji rządowej, pracowała w gabinecie politycznym wicepremiera oraz w centrum koordynacyjnym do spraw Kosowa i Metochii. W latach 2005–2007 kierowała rządową instytucją do spraw trzech miejscowości z zamieszkałej w dużej mierze przez Albańczyków tzw. Doliny Preszewa. Następnie do 2012 była sekretarzem ministerstwa pracy i polityki społecznej.
Zaangażowała się też w działalność polityczną w ramach Socjaldemokratycznej Partii Serbii, w 2014 została wiceprzewodniczącą tego ugrupowania. W lipcu 2012 powołana na sekretarza stanu w resorcie handlu krajowego i zagranicznego oraz telekomunikacji. W maju 2014 przeszła na tożsamą funkcję w ministerstwie handlu, telekomunikacji i turystyki. W październiku 2020 w drugim rządzie Any Brnabić stanęła na czele resortu handlu, telekomunikacji i turystyki, zastępując na tej funkcji swojego dotychczasowego przełożonego i lidera SDPS Rasima Ljajicia.
W 2022 otrzymała mandatowe miejsce na liście koalicji skupionej wokół Serbskiej Partii Postępowej, uzyskując wówczas wybór do Zgromadzenia Narodowego Republiki Serbii (zrezygnowała z mandatu na początku kadencji). W październiku tegoż roku zakończyła pełnienie funkcji rządowej.